# Richard Parkes Bonington
Richard Parkes Bonington (25 de outubro de 1802 - 23 de setembro de 1828) foi um pintor de paisagens romântico inglês. Foi um dos artistas ingleses mais influentes de seu tempo. A facilidade de seu estilo foi inspirada nos antigos mestres, e ainda assim o aplicativo era totalmente moderno.

## Galeria

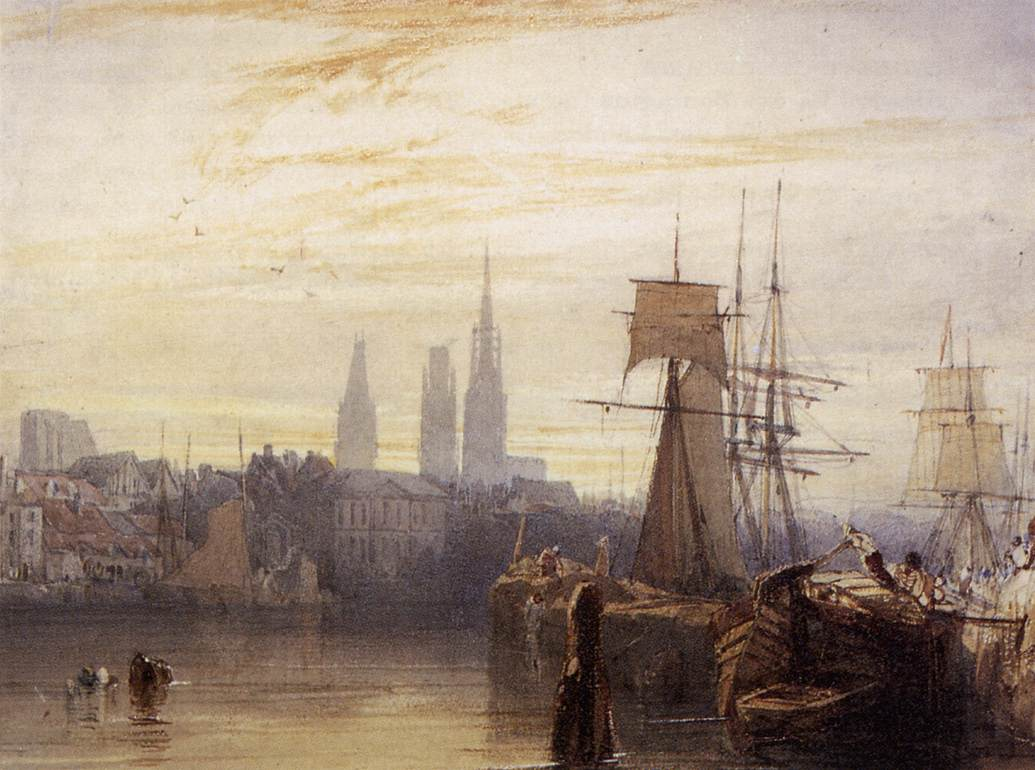
Ruão
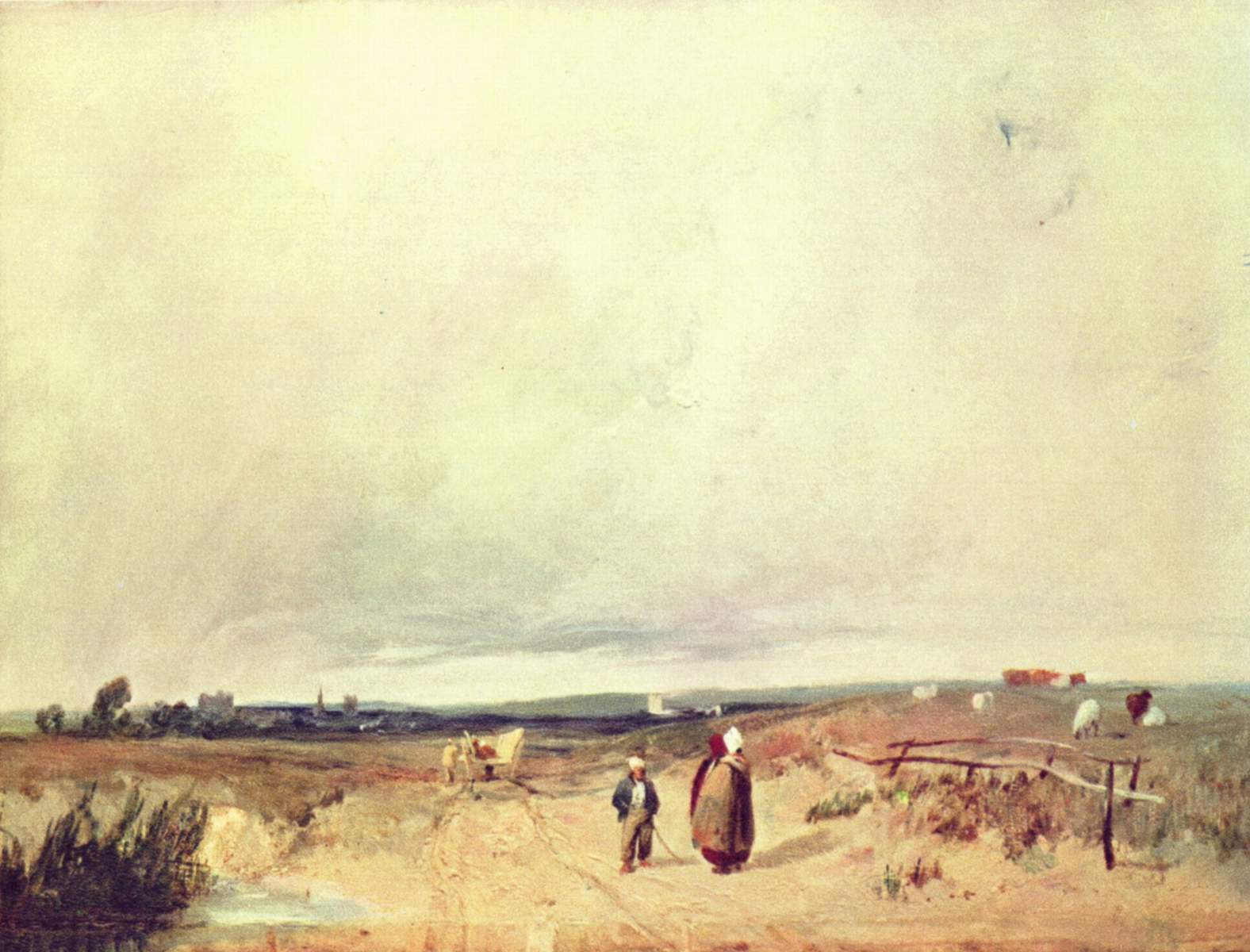
Normandia, c. 1823
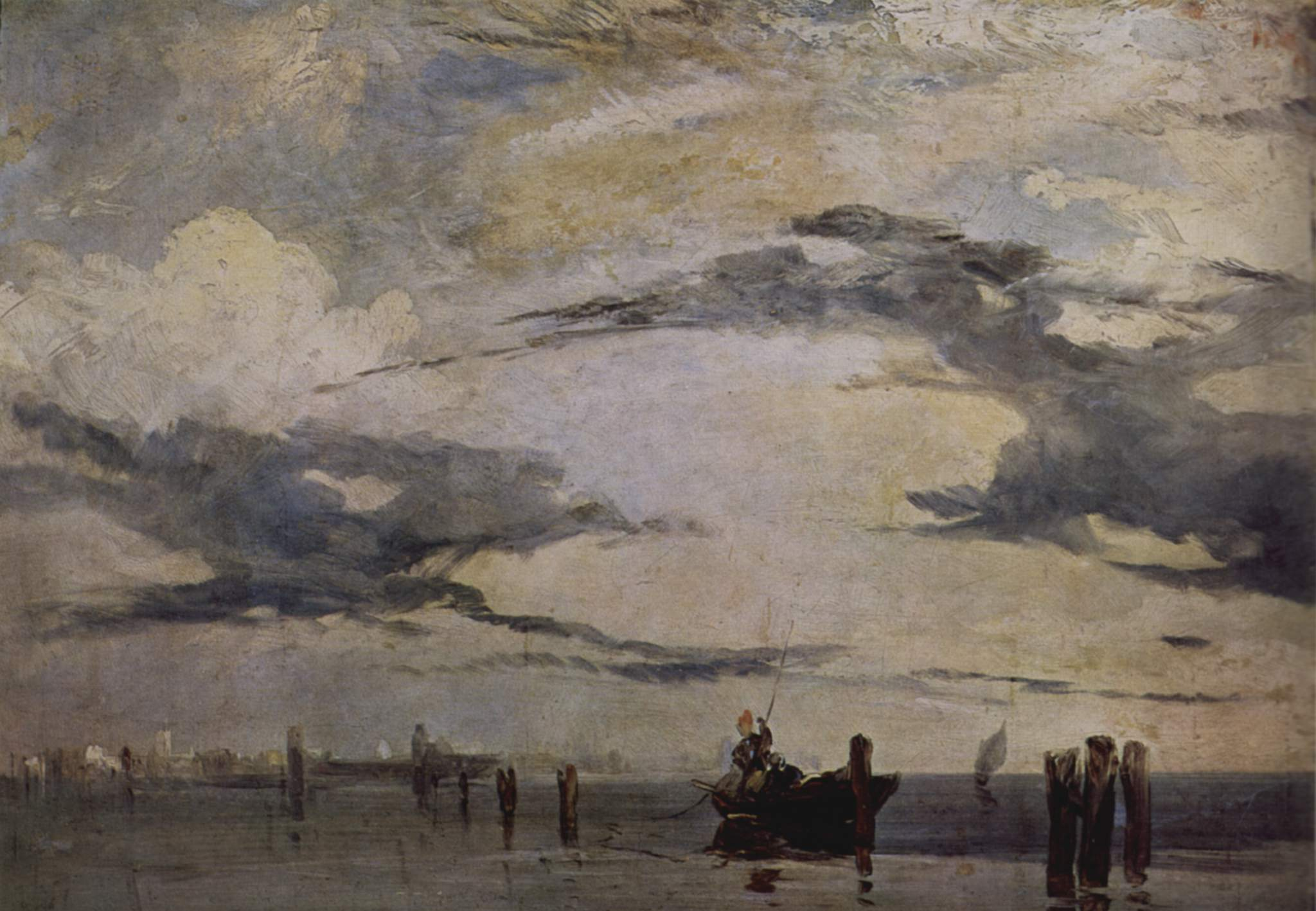
Vista da lagoa perto de Veneza, 1827. Louvre
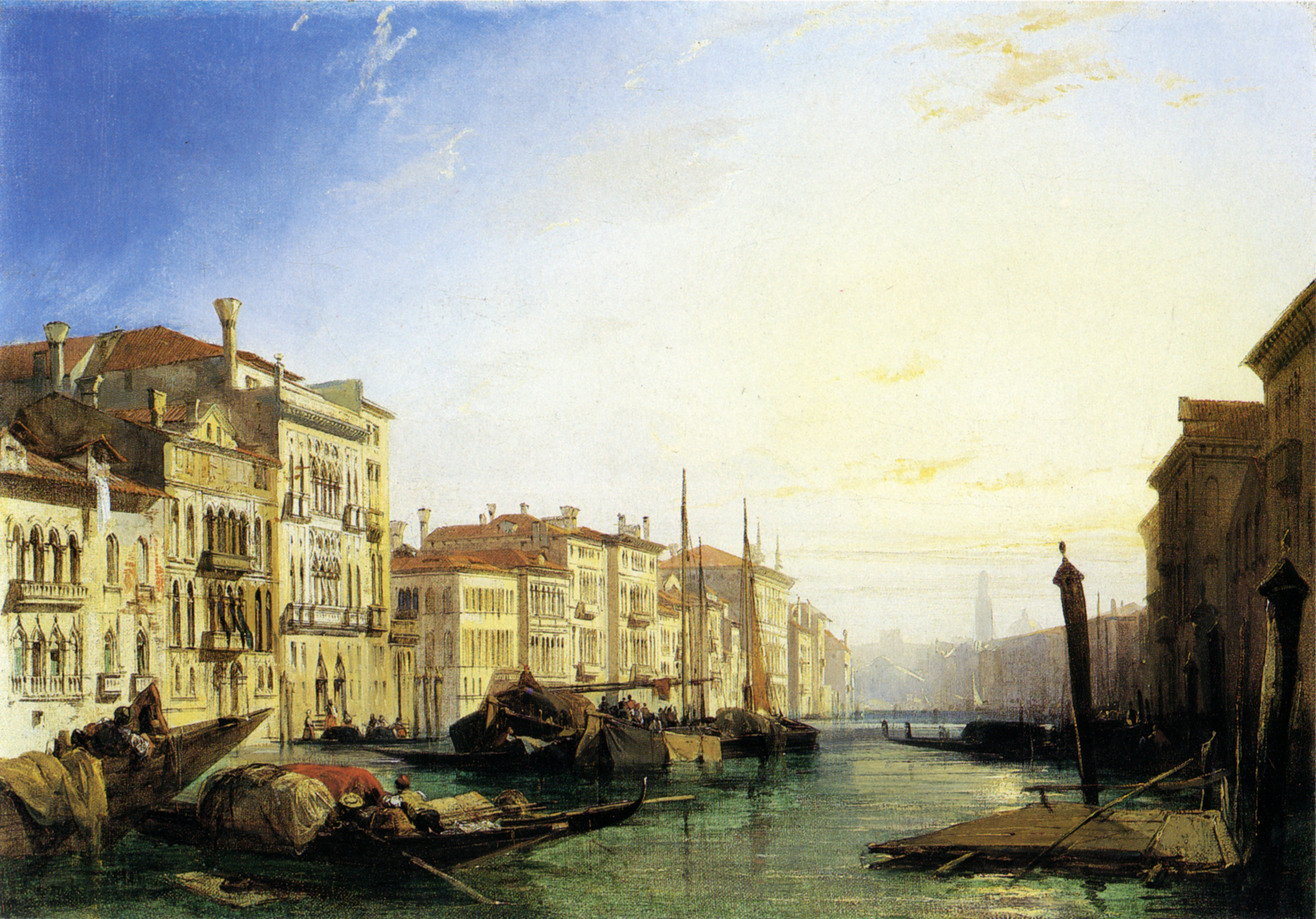
Veneza, Grande Canal
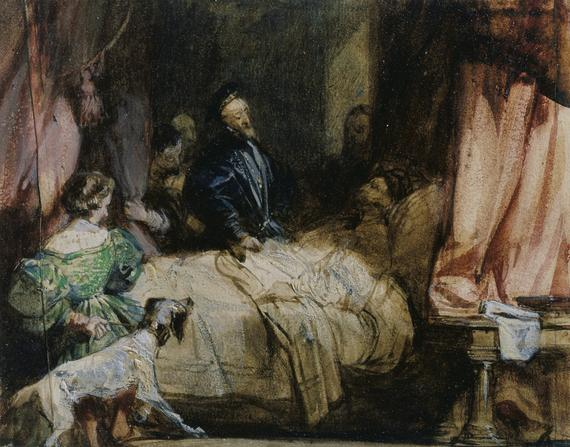
Carlos V visita François de Lorraine após a Batalha de Pavia, c. 1827